# 弗魯布利夫齊
48°36′49″N 26°45′19″E / 48.61361°N 26.75528°E
弗魯布利夫齊（烏克蘭語：Врублівці），是烏克蘭的村落，位於該國西部赫梅利尼茨基州，由卡緬涅茨-波多利斯基區負責管轄，處於捷爾納瓦河畔，始建於1460年，面積2.25平方公里，2001年人口863。